# Gráfizomorfizmus
A gráfizomorfizmusok gráfok közötti bijektív struktúratartó leképezések, értve ezalatt azt, hogy a függvény és az inverz függvény egyaránt szomszédos csúcsokat szomszédos csúcsokra képez le. Az általuk meghatározott ekvivalenciarelációt gráfizomorfiának nevezzük.

## Definíció
Legyenek {\displaystyle G:=(V,E)} és {\displaystyle G':=(V',E')} gráfok. Egy {\displaystyle f:V\rightarrow V'} bijektív függvény gráfizomorfizmus, ha
{\displaystyle \{u,v\}\in E\Leftrightarrow \{f(u),f(v)\}\in E'}.
Ilyenkor azt mondjuk, hogy {\displaystyle G} és {\displaystyle G'} izomorf.

## Példa
| {\displaystyle G=(V,E)} | {\displaystyle G'=(V',E')} | {\displaystyle f:V\rightarrow V'} |
| ----------------------- | -------------------------- | --- |
|                         |                            | {\displaystyle f(a)=1} {\displaystyle f(b)=6} {\displaystyle f(c)=8} {\displaystyle f(d)=3} {\displaystyle f(g)=5} {\displaystyle f(h)=2} {\displaystyle f(i)=4} {\displaystyle f(j)=7} |

## Elemi tulajdonságok
- Gráfizomorfizmusok kompozíciója és inverze is gráfizomorfizmus; gráfok izomorfiája tehát ekvivalenciareláció.
- Egy gráf önmagával való izomorfizmusait automorfizmusoknak hívjuk. Egy {\displaystyle (V,E)} gráf automorfizmusai a {\displaystyle V} permutációcsoportjának egy részcsoportját alkotják.

## Lásd még
- Gráfhomomorfizmus
- Gráfizomorfizmus-probléma
- GI bonyolultsági osztály
- Gráfautomorfizmus